# Liste des lieux de culte de la Gaspésie–Îles-de-la-Madeleine
La liste des lieux de culte de la Gaspésie–Îles-de-la-Madeleine comprend tous les lieux de culte de la Gaspésie–Îles-de-la-Madeleine au Québec. La très grande majorité des lieux de culte de la Gaspésie sont chrétiens, catholiques et protestants, ces derniers étant surtout présents dans les municipalités où il y a une population d'origine anglophone. Du côté des îles de la Madeleine, la majorité des lieux de culte sont catholiques à l'exception de Grosse-Île où ils sont surtout protestants.
Notez que cette liste ne comprend que les lieux de culte érigés avant 1975.

## Liste

### Lieux de culte chrétiens

#### Lieux de culte catholiques
| Lieu de culte                                         | Illustration | Municipalité                             | Adresse                                | Coordonnées | Année de construction | Lien dans l'ILCQ | Notes                       |
| ----------------------------------------------------- | ------------ | ---------------------------------------- | -------------------------------------- | ----------- | --------------------- | ---------------- | --------------------------- |
| Église L'Ascension                                    |              | L'Ascension-de-Patapédia                 | 68, rue Principale                     |             | 1966-1967             | 65148            |                             |
| Église Les Stigmates de Saint-François de l'Alverne   |              | Pointe-à-la-Croix                        | 51, rue de l'Église                    |             | 1960                  | 23444            |                             |
| Église Notre-Dame-de-la-Garde                         |              | Escuminac                                | 85, rue de l'Église                    |             | 1940-1941             | 33690            |                             |
| Lieu de pèlerinage Notre-Dame-du-Mont-Saint-Joseph    |              | Carleton-sur-Mer                         | Rue de la Montagne                     |             | 1935-1936             | 34575            |                             |
| Église Saint-Alexis                                   |              | Saint-Alexis-de-Matapédia                | 191, rue Principale                    |             | 1940-1941             | 69829            |                             |
| Église Saint-François-d'Assise                        |              | Saint-François-d'Assise                  | 433, chemin Central                    |             | 1924                  | 69584            |                             |
| Église Saint-Jean-l'Évangéliste                       |              | Nouvelle                                 | 6, rue de l'Église                     |             | 1933-1935             | 34013            |                             |
| Église Saint-Joseph                                   |              | Carleton-sur-Mer                         | 764, boulevard Perron                  |             | 1850-1854             | 35346            | Immeuble patrimonial cité   |
| Église Saint-Omer                                     |              | Carleton-sur-Mer                         | 104, route 132                         |             | 1900-1902             | 696              |                             |
| Église Sainte-Brigitte                                |              | Maria                                    | 455, boulevard Perron                  |             | 1937                  | 36340            |                             |
| Église Notre-Dame-de-la-Médaille-Miraculeuse          |              | New Carlisle                             | 164, boulevard Gérard-D. Lévesque      |             | 1952-1953             | 3046             |                             |
| Église Notre-Dame-de-la-Purification                  |              | Paspébiac                                | 11B, boulevard Gérard-D. Lévesque      |             | 1959-1960             | 40131            |                             |
| Église Notre-Dame-des-Saints-Anges                    |              | New Richmond                             | 131, boulevard Perron Ouest            |             | 1933                  | 37774            |                             |
| Église Saint-Alphonse                                 |              | Saint-Alphonse                           | 148, route Principale Ouest            |             | 1925                  | 38396            |                             |
| Église Saint-Bonaventure                              |              | Bonaventure                              | 99, avenue Grand-Pré                   |             | 1855-1860             | 1258             | Site patrimonial cité       |
| Église Saint-Charles                                  |              | Caplan                                   | 1, place des Sorbiers                  |             | 1927-1928             | 38450            |                             |
| Église Saint-Elzéar                                   |              | Saint-Elzéar                             | 138, chemin Principal                  |             | 1937                  | 23307            |                             |
| Église Saint-Godefroi                                 |              | Saint-Godefroi                           | 100, route 132                         |             | 1962                  | 40204            |                             |
| Église Saint-Isaac-Jogues                             |              | Hope                                     | 66, rang 9                             |             | 1958-1959             | 38769            |                             |
| Église Saint-Jules                                    |              | Cascapédia-Saint-Jules                   | 208, route du Nord-Ouest               |             | 1944-1945             | 37332            |                             |
| Église Saint-Pie-X-de-Paspébiac                       |              | Paspébiac                                | 494, rue Saint-Pie-X                   |             | 1958-1960             | 39212            |                             |
| Église Saint-Siméon                                   |              | Saint-Siméon                             | 106, avenue de l'Église                |             | 1914-1915             | 39318            |                             |
| Église All Saint's Memorial Church                    |              | Les Îles-de-la-Madeleine                 |                                        |             | 1948-1950             | 78032            | Immeuble patrimonial cité   |
| Église Immaculée-Conception                           |              | Les Îles-de-la-Madeleine                 | 1657, route 199                        |             | 1966                  | 76306            |                             |
| Église Notre-Dame-de-la-Visitation                    |              | Les Îles-de-la-Madeleine                 | 300, chemin d'en Haut                  |             | 1963                  | 80010            |                             |
| Église Notre-Dame-du-Rosaire                          |              | Les Îles-de-la-Madeleine                 | 709, chemin des Caps                   |             | 1967                  | 78348            |                             |
| Église Saint-André                                    |              | Les Îles-de-la-Madeleine                 | 500, chemin Principal                  |             | 1967                  | 77976            |                             |
| Église Saint-François-Xavier                          |              | Les Îles-de-la-Madeleine                 | 577, chemin du Bassin                  |             | 1937-1939             | 80109            | Immeuble patrimonial cité   |
| Église Saint-Pierre-de-La-Vernière                    |              | Les Îles-de-la-Madeleine                 | 1329, chemin La Vernière               |             | 1900                  | 78501            | Immeuble patrimonial classé |
| Église Sainte-Madeleine                               |              | Les Îles-de-la-Madeleine                 | 25, chemin Central                     |             | 1969                  | 77871            |                             |
| Église Sainte-Anne-de-Ristigouche                     |              | Listuguj                                 | 4, route Riverside                     |             | 1912-1927             | 33369            |                             |
| Cathédrale Christ-Roi                                 |              | Gaspé                                    | 20, rue de la Cathédrale               |             | 1968-1969             | 59598            |                             |
| Église Saint-Alban                                    |              | Gaspé                                    | 1266, boulevard Cap-des-Rosiers        |             | 1963-1964             | 65758            |                             |
| Église Saint-François-Xavier                          |              | Grande-Vallée                            | 5, boulevard Saint-François-Xavier Est |             | 1910                  | 74265            |                             |
| Église Saint-Jean-Baptiste                            |              | Gaspé                                    | 1830, boulevard Forillon               |             | 1951-1952             | 69887            |                             |
| Église Saint-Joseph                                   |              | Gaspé                                    | 618, boulevard du Griffon              |             | 1942-1944             | 65611            |                             |
| Église Saint-Majorique                                |              | Gaspé                                    | 37, rue Fontenelle                     |             | 1903-1905             | 60380            |                             |
| Église Saint-Martin                                   |              | Gaspé                                    | 84, boulevard Renard Est               |             | 1953-1955             | 62392            |                             |
| Église Saint-Maurice-de-l'Échourie                    |              | Gaspé                                    | 36, chemin de l'Église                 |             | 1916-1917             | 61402            |                             |
| Église Saint-Patrick                                  |              | Gaspé                                    | 782, boulevard Douglas                 |             | 1957-1958             | 55108            |                             |
| Église Saint-Paul                                     |              | Murdochville                             | 580, avenue William-May                |             | 1954-1955             | 76098            |                             |
| Église Sainte-Cécile                                  |              | Cloridorme                               | 539, route 132                         |             | 1960                  | 70119            |                             |
| Lieu de pèlerinage sanctuaire Notre-Dame-des-Douleurs |              | Gaspé                                    | 771, boulevard de Navarre              |             | 1939-1940             | 55570            |                             |
| Église Immaculée-Conception                           |              | Marsoui                                  | 1, rue des Écoliers                    |             | 1955-1956             | 49329            |                             |
| Église dite chapelle Notre-Dame-de-la-Mer             |              | La Martre                                | Avenue de la Chapelle                  |             | 1921                  | 49597            |                             |
| Église Notre-Dame-du-Saint-Sacrement                  |              | Saint-Maxime-du-Mont-Louis               | 2, avenue Première Est                 |             | 1956-1957             | 74556            |                             |
| Église Saint-Antoine-de-Padoue                        |              | Saint-Maxime-du-Mont-Louis               | 5B, rue de l'Église                    |             | 1963                  | 70239            |                             |
| Église dite chapelle Saint-Bernard-des-Lacs           |              | Sainte-Anne-des-Monts                    | 763, route du Parc                     |             | 1954-1955             | 49687            |                             |
| Église Saint-Évagre                                   |              | Rivière-à-Claude                         | 396, rue Principale Est                |             | 1926-1927             | 74736            |                             |
| Église Saint-Joachim                                  |              | Sainte-Anne-des-Monts                    | 1, boulevard Perron Est                |             | 1916-1917             | 50797            |                             |
| Église Saint-Norbert                                  |              | Cap-Chat                                 | 51, rue Notre-Dame                     |             | 1917-1919             | 48920            | Immeuble patrimonial cité   |
| Église Saint-Pierre-aux-Liens                         |              | Mont-Saint-Pierre                        | 110, boulevard Prudent-Cloutier        |             | 1953                  | 75550            |                             |
| Église Sainte-Anne-des-Monts                          |              | Sainte-Anne-des-Monts                    | 1, avenue Première                     |             | 1919-1923             | 51299            | Immeuble patrimonial cité   |
| Église Sainte-Marie-Madeleine                         |              | Sainte-Madeleine-de-la-Rivière-Madeleine | 2, rue de l'Église                     |             | 1913-1914             | 70170            |                             |
| Église Sainte-Marthe                                  |              | La Martre                                | 2, rue de l'Église                     |             | 1913-1914             | 49534            |                             |
| Église L'Assomption-de-Notre-Dame                     |              | Grande-Rivière                           | 84, boulevard Grande-Allée Est         |             | 1893-1894             | 61639            | Immeuble patrimonial cité   |
| Église Notre-Dame-du-Mont-Carmel                      |              | Port-Daniel-Gascons                      | 101, route de l'Église                 |             | 1954                  | 44441            |                             |
| Église Saint-Cœur-de-Maire                            |              | Chandler                                 | 193, rue Commerciale Ouest             |             | 1928-1929             | 48386            |                             |
| Église Saint-Dominique                                |              | Chandler                                 | 200 A, route 132                       |             | 1914-1915             | 45711            |                             |
| Église Saint-François-d'Assise                        |              | Chandler                                 | 157, route 132                         |             | 1950                  | 45514            |                             |
| Église Saint-François-de-Sales                        |              | Percé                                    | 1236, rang 5                           |             | 1954-1955             | 48869            |                             |
| Église Saint-Geroges                                  |              | Percé                                    | 1937, route 132                        |             | 1929                  | 51542            |                             |
| Église Saint-Michel-de-Percé                          |              | Percé                                    | 57, rue de l'Église                    |             | 1900-1903             | 53806            | Site patrimonial            |
| Église Saint-Pierre                                   |              | Percé                                    | 1172, route 132                        |             | 1939-1940             | 51688            |                             |
| Église Sainte-Adélaïde                                |              | Chandler                                 | 417, boulevard Pabos                   |             | 1954-1955             | 48494            |                             |
| Église Sainte-Germaine                                |              | Port-Daniel-Gascons                      | 1, route 132                           |             | 1965                  | 45790            |                             |
| Église Sainte-Thérèse-de-l'Enfant-Jésus               |              | Sainte-Thérèse-de-Gaspé                  | 82, rue du Village                     |             | 1929                  | 48699            |                             |

##### Anciens lieux de culte catholiques
| Lieu de culte              | Illustration | Municipalité               | Adresse                | Coordonnées | Année de construction | Lien dans l'ILCQ | Notes                                                             |
| -------------------------- | ------------ | -------------------------- | ---------------------- | ----------- | --------------------- | ---------------- | ----------------------------------------------------------------- |
| Église Saint-André         |              | Saint-André-de-Restigouche | 157, rue Principale    |             | 1958                  | 70138            | Maintenant un édifice résidentiel                                 |
| Église Saint-Edgar         |              | New Richmond               | 767, chemin Mercier    |             | 1961-1962             | 37917            | Maintenant un édifice résidentiel                                 |
| Église Saint-Laurent       |              | Matapédia                  | 1, rue du Carillon     |             | 1902-1903             | 69878            | Maintenant un édifice multifonctionnel, immeuble patrimonial cité |
| Église Sacré-Cœur-de-Jésus |              | Les Îles-de-la-Madeleine   | 40, chemin de l'Église |             | 1899                  | 76293            | Démolie, immeuble patrimonial cité                                |

#### Lieux de culte protestants
| Lieu de culte                               | Illustration | Municipalité        | Adresse                           | Coordonnées | Année de construction | Lien dans l'ILCQ | Notes                                    |
| ------------------------------------------- | ------------ | ------------------- | --------------------------------- | ----------- | --------------------- | ---------------- | ---------------------------------------- |
| Église Escuminac's United                   |              | Escuminac           | 158, route du Nord-Est            |             | 1858                  | 33958            | Presbytérienne                           |
| Église Mann Settlement United Baptist       |              | Matapédia           | Route 132                         |             | 1911                  | 70273            | Baptiste                                 |
| Église Moore Settlement United Baptist      |              | Matapédia           | 357, route Riverside              |             | 1911                  | 69970            | Baptiste                                 |
| Église dite chapelle Bible Chapel           |              | New Carlisle        | 185, boulevard Gérard-D. Lévesque |             | 1964-1966             | 13640            | Presbytérienne                           |
| Église du Plein Évangile                    |              | New Richmond        | 248, boulevard Perron Ouest       |             | 1969-1970             | 37983            | Pentecôtiste                             |
| Église Hope Baptist                         |              | Paspébiac           | 321, route 132                    |             |                       | 38969            | Baptiste évangélique                     |
| Église Knox Presbyterian                    |              | New Carlisle        | 137, boulevard Gérard-D. Lévesque |             | 1929-1930             | 13806            | Presbytérienne                           |
| Église Saint Mary Magdelene's Anglican      |              | New Richmond        | 188, chemin Campbell              |             | 1966                  | 37741            | Anglicane                                |
| Église Saint-Andrew                         |              | New Richmond        | 298, route 299                    |             | 1899-1900             | 38065            | Église unie, anciennement presbytérienne |
| Église Saint-Andrew                         |              | New Carlisle        | 175, boulevard Gérard-D. Lévesque |             | 1894-1897             | 8438             | Anglicane                                |
| Église Saint-Andrew                         |              | New Richmond        | 211, boulevard Perron Ouest       |             | 1839-1840             | 36742            | Église unie, anciennement presbytérienne |
| Église Saint-Andrew                         |              | Paspébiac           | Route 132                         |             | 1873-1874             | 41042            | Église unie, anciennement méthodiste     |
| Église Saint-James                          |              | Paspébiac           | 227, route 132                    |             | 1890-1893             | 39064            | Anglicane                                |
| Église Saint-John                           |              | Shigawake           | 251, route 132                    |             | 1913                  | 41304            | Église unie, anciennement presbytérienne |
| Église Saint-Paul                           |              | Shigawake           | 201, route 132                    |             | 1864-1867             | 41126            | Anglicane                                |
| Église Zion United                          |              | New Carlisle        | 139, boulevard Gérard-D. Lévesque |             | 1820                  | 14097            | Église unie, anciennement presbytérienne |
| Église Holy Trinity                         |              | Grosse-Île          | 541, rue Principale               |             | 1925                  | 77867            | Anglicane                                |
| Église Saint-Peter by the Sea               |              | Grosse-Île          | 866, chemin Principale            |             | 1916-1917             | 77753            | Anglicane, immeuble patrimonial cité     |
| Église Assemblée Chrétienne de la Pentecôte |              | Gaspé               | 25, rue Mgr-Ross                  |             | 1957                  | 60279            | Pentecôtiste                             |
| Église Cap-aux-Os United                    |              | Gaspé               | Boulevard Forillon                |             | 1860                  | 60199            | Église unie, anciennement méthodiste     |
| Église Saint-Andrew                         |              | Gaspé               | 441, boulevard York Ouest         |             | 1923-1929             | 55237            | Anglicane                                |
| Église Saint-John                           |              | Gaspé               | 576, montée de Sandy Beach        |             | 1958                  | 55200            | Anglicane                                |
| Église Saint-Matthew                        |              | Gaspé               | 1137, boulevard Forillon          |             | 1872-1884             | 61092            | Anglicane                                |
| Église Saint-Matthew                        |              | Gaspé               | 437, boulevard Forillon           |             | 1905-1911             | 59777            | Église unie, anciennement méthodiste     |
| Église Saint-Peter                          |              | Gaspé               |                                   |             | 1863-1885             |                  | Anglicane                                |
| Église Saint-Andrew                         |              | Port-Daniel-Gascons | 340, route Bellevue               |             | 1892-1893             | 44810            | Église unie, anciennement presbytérienne |
| Église Saint-James                          |              | Port-Daniel-Gascons | 320, route 132                    |             | 1907-1908             | 44891            | Anglicane                                |
| Église Saint-Luke                           |              | Percé               | 294, route 132                    |             | 1889-1893             | 53111            | Anglicane                                |
| Église Saint-Paul                           |              | Percé               | 833, route 132                    |             | 1893-1895             | 51957            | Anglicane                                |
| Église Saint-Paul                           |              | Percé               | 63, rue des Failles               |             | 1861-1864             | 53201            | Anglicane                                |
| Église Saint-Peter                          |              | Percé               | 1518, route 132 Est               |             | 1890-1892             | 52448            | Anglicane                                |

##### Anciens lieux de culte protestants
| Lieu de culte      | Illustration | Municipalité | Adresse                | Coordonnées | Année de construction | Lien dans l'ILCQ | Notes                                                  |
| ------------------ | ------------ | ------------ | ---------------------- | ----------- | --------------------- | ---------------- | ------------------------------------------------------ |
| Église Saint-James |              | Gaspé        | 548, montée de Wakeham |             | 1886-1891             | 55555            | Fermée, anciennement anglicane                         |
| Église Saint-Paul  |              | Gaspé        | 216, montée de Wakeham |             | 1939-1940             | 60505            | Maintenant un édifice culturel, anciennement anglicane |
| Église Saint-James |              | Percé        | 1164, route 132        |             | 1875-1882             | 308044           | Fermée, anciennement anglicane                         |